# Lepidium sativum
Il crescione dei giardini o crescione inglese appartiene alla famiglia Brassicaceae, facile da coltivare e di sapore gradevole; ha foglie sottili dalla forma ovale.

## Principi e caratteristiche
Il crescione è molto aromatico, ha un sapore acidulo e piccante, molto caratteristico. Di colore verde chiaro ha piccoli fiori bianchi. I semi sono di colore rosso scuro.
Ricco di vitamine (soprattutto vitamina C) e sali minerali fra cui calcio, ferro, magnesio e zolfo.
Aiuta a disintossicarsi dal fumo e smog, è un diuretico naturale, indicato per chi soffre di ritenzione idrica e di ipertensione.
Ha anche proprietà digestive e cardiovascolari..
Il crescione è anche definito pianta medicinale.

## Uso culinario
In cucina è usato sia cotto (lesso o in zuppa) sia crudo: nelle insalate, antipasti. Va usato fresco, altrimenti perde parte delle sue proprietà nutritive. Può essere usato anche come pianta aromatica per insaporire purè e formaggi o decorazioni. Si usano sia le foglie che i fiori. Va raccolto poco prima e durante il periodo di fioritura (maggio, giugno), non va raccolto oltre tale periodo.

## Giardinaggio
Si semina tendenzialmente in primavera, ma con qualche cura si adatta anche alle stagioni più ostili, nel suo periodo ideale non richiede particolari attenzioni, può essere coltivato anche in vaso. Si consuma non appena è abbastanza sviluppato raccogliendolo con tutta la radice.

## In laboratorio
È usato per analisi di fitotossicità (test del crescione), in quanto la sua germinazione richiede solo 24 ore a 27° (o 36 ore a 22°). Indici di germinazione inferiori al 40% del campione di controllo con campioni diluiti al 30% indicano la presenza di sostanze che comportano effetti letali sulle piante, dal 40 al 60% si ha difficilmente letalità ma possono esserci ritardi nello sviluppo, con indici superiori al 60-70% non si hanno danni manifesti alle piante.